# غسان مطر
غسان مطر (8 ديسمبر 1938 - 27 فبراير 2015 )، ممثل فلسطيني، اسمه الحقيقي عرفات داوود حسن المطري. عاش في مخيم البداوي الواقع شمال لبنان وعمل في لبنان ومصر في العديد من المسلسلات والمسرحيات، وعمل في أفلام تعبر عن الكفاح الفلسطيني. في السينما المصرية، كثّف أدواره في الشخصيات الشريرة ومن أهمها دوره في فيلم الأبطال أمام فريد شوقي وأحمد رمزي، ودوره في فيلم أيام الرعب أمام صلاح ذو الفقار ومحمود ياسين وقام بدور بارز في فيلم الطريق إلى إيلات. وتولى منصب نائب رئيس اتحاد الفنانين العرب. توفي يوم الجمعة السابع والعشرين من فبراير عام 2015 بعد صراع طويل مع مرض السرطان.

## الأعمال

### أفلام
| - الجيل الرابع 4G:2015 -فتحي ناظر المدرسة - 4 كوتشينة:2014 - عنتر وبيسة:2014 - عنتر بن شعبان:2014 - عش البلبل:2013 - توم وجيمي:2013 - شقاوة بنات شبرا:2012 - الآنسة مامي:2012 - مستر أند مسز عويس:2012 -الحوفي - لا تراجع ولا استسلام (القبضة الدامية):2010 -شخصيته الحقيقية - العبد الهارب:2010 - علقة موت:2009 - أمير البحار:2009 -منصور الهلباوي - ابقى قابلني:2009 - شبه منحرف:2008 - سيد الآس:2008 -زعيم المافيا - شعبان الفارس:2008 -عاصم - سوق المزاج:2007 - أحلام الفتى الطايش:2007 -شوكت بية | - قصة الحي الشعبي:2006 - العيال هربت:2006 -دراهم - لخمة راس:2006 - عيال حبيبة:2005 -مهران - عوكل:2004 - كلم ماما:2003 - بركان الغضب:2002 - 55 إسعاف:2001 -خاطف الوزير كاليوكير - زكية زكريا في البرلمان:2001 -أبو تامر - أبناء الشيطان:2000 - فتاة من إسرائيل:1999 - جندي إسرائيلي - إمبراطورية الشر:1998 -زيناتي - حائط البطولات:1998 -موشى ديان - بنت مشاغبة جداً:1991 -أدهم - أنا والعذاب وهواك:1988 -كارلوس - حالة تلبس:1988 - أيام الرعب:1988 -عويضه - شاهد إثبات:1987 -علوي درويش - اللصوص:1980 -رشوان | - نساء ضائعات:1975 - الأبطال:1974 -عباس - الأبرياء:1974 -شوقي - نساء الليل:1973 -عبّاس - الشياطين في أجازة:1973 - المطلوب رجل واحد:1973 -فارس - السلم الخلفي:1973 -عزّت - أشرف خاطئة:1973 - الغضب:1972 -الأعور - أنا وابنتي والحب:1972 -ضيف شرف - الشيماء:1972 -عبد الله - الشيطان امرأة:1972 -غسان - شياطين البحر:1972 - المتعة والعذاب:1971 -عطوه - الضياع:1971 -وجيه - الفلسطيني الثائر:1969 - كلنا فدائيون:1969 - نساء بلا غد:1968 -الضابط |

### مسلسلات
| - ولاد السيدة:2015 - إمبراطورية مين:2014 -ضيف شرف - الكبير أوي(4):2014 -ضيف شرف - نظرية الجوافة:2013 - الرجل العناب:2013 - الزوجة الرابعة:2012 -سليم -رجل أعمال لبناني - بفعل فاعل:2012 - الزناتي مجاهد:2011 -ضيف شرف - دائرة الضوء:2011 - سقوط الخلافة:2010 -ضيف شرف - عبد العزيز الأول - الأدهم:2009 -ضيف شرف - نساء لا تعرف الندم:2009 - أبو ضحكة جنان:2009 -كامل قسنطدي - عبودة ماركة مسجلة:2009 | - راجل وست ستات (ج5):2009 - سيت كوم - أدهم الشرقاوي:2008 -ضيف المسلسل - مراتي زعيمة عصابة:2008 - مسرحية - دموع القمر:2008 - الفنار:2008 - أحلام لا تنام:2006 - على باب مصر:2006 -مؤيد الدين بن العلقمي - الرقص مع الزهور:2005 - حرب الدخان:2004 - غدر وكبرياء:2003 - وحلقت الطيور نحو الشرق:2002 -أبو زيد - همام وبنت السلطان:2002 - عالم بدون أسرار:2002 - الكومي:2001 | - عصفور تحت المطر:2001 - أبو حنيفة النعمان:1997 -أبو العباس - الأبطال (ج1، 2): (1997، 1998) -مراد بك - الفرسان:1994 -فارس الدين أقطاي الجمدار - محمد رسول الله إلى العالم:1993 - الذئب الأزرق:1986 - لا إله الا الله (ج2): 1986 - من قصص القران الكريم:1984 - الأزهر الشريف منارة الإسلام:1982 - اللقاء الأخير:1982 -جلال - أيام العذاب:1979 -رؤوف عبد الرحيم - من سيرة بني هلال: عزيزة ويونس-دياب - إبن عمار-مسلسل |

### أعمال إذاعية
- قلبي ليس في جيبي
- عبد الودود عبر الحدود
- أميرة الحب والحرب: الأمير فؤاد الأطرش
- جسر الأوهام
- مجنون ليلى
- سيدة مجتمع

### أخرى
- فوازير: مسلسليكو :2013
- فوازير: النص الحلو:1997
- مسرحية: ترا لم لم:2006-رؤوف
- مسرحية: بهلول في إستنبول: 1995 - مسرحية- رئيس العصابة آزاد
- مسرحية: دو ري مي فاصوليا:2001
- مسرحية:واقدساه

## وفاته
تُوفي غسان مطر عن عمر ناهز 77 عاما
بعد تدهور حالته الصحية و معاناته مع مرض السرطان في 27 فبراير 2015.

## روابط خارجية
- غسان مطر على موقع IMDb (الإنجليزية)
- غسان مطر على موقع قاعدة بيانات الأفلام العربية
- غسان مطر على موقع قاعدة بيانات الفيلم (الإنجليزية)